# Szauter István
Szauter István (Kalocsa, 1985. október 15. –) magyar labdarúgó. Hátvédként játszott.

## Pályafutása
Szauter a Dunaújváros FC-ben kezdte pályafutását, ahol közel 6 évig játszott. A klub megszűnése után 2009-ben a Velence SE csapatához szerződött. A harmadosztályú klubot ugyanazon év nyarán hagyta el az NB II-es Bajai LSE kedvéért. Ott másfél szezont töltött, állandó csapattag volt. 2012. nyarán elhagyta Baját, és a harmadosztályba kieső Dunaújváros PASE csapatához igazolt. Ott viszont alig kapott lehetőséget, mindössze 6 bajnokin lépett pályára, többnyire csereként. A csapat feljutott a másodosztályba, de Szauter helyzete ott sem lett könnyebb: mindössze négy meccsen játszott, majd a BFC Siófok elleni, a tabellán szorosan egymást követő csapatok meccsén mindössze 1 percet kapott. A csapat feljutott az élvonalba, de Szauter felhagyott az aktív labdarúgással.

## Külső hivatkozások
- MLSZ
- HLSZ